# Millalicán
El cacique Millalicán o Millalikan, es un ser de la mitología Huilliche. Según las leyendas sería una entidad encargada de dirigir las legiones de Huenteao en el cielo (a los Pucatrihuekeche). Este ser es nombrado en una oración que realizan los Huilliches en esta bahía. Se dice que Millalicán, originalmente habría sido un jefe militar que habría participado en la campaña de Pelantaro contra los invasores españoles que llegaron al actual territorio chileno.
- Datos: Q6016477